# یوکو (درخت)
یوکو (به ژاپنی: 陽光 ヨウコウ Yoko) نام علمی
(Cerasus 'Yoko' JPPBR 147) نام یک نوع درخت ساکورای باغی است. از ترکیب میان آماگیوشینو و کانهی-زاکورا در استان اهیمه در سال ۱۹۸۱ به وجود آمده‌است. بخاطر رنگ تند صورتی شکوفه‌های آن به‌خوبی قابل تشخیص است.

## ویژگی گل
- تعداد گلبرگ: ۵ عدد
- رنگ: صورتی مایل به قرمز
- قطر گل: ۳٫۸ تا ۴٫۶ سانتیمتر
- زمان گل‌دهی:اواسط ماه مارس تا اوایل ماه آوریل
- محل اصلی:اوزاکا[۱]
- محل نمونه:پارک شینجوکو گیوئن[۲]

## نگارخانه

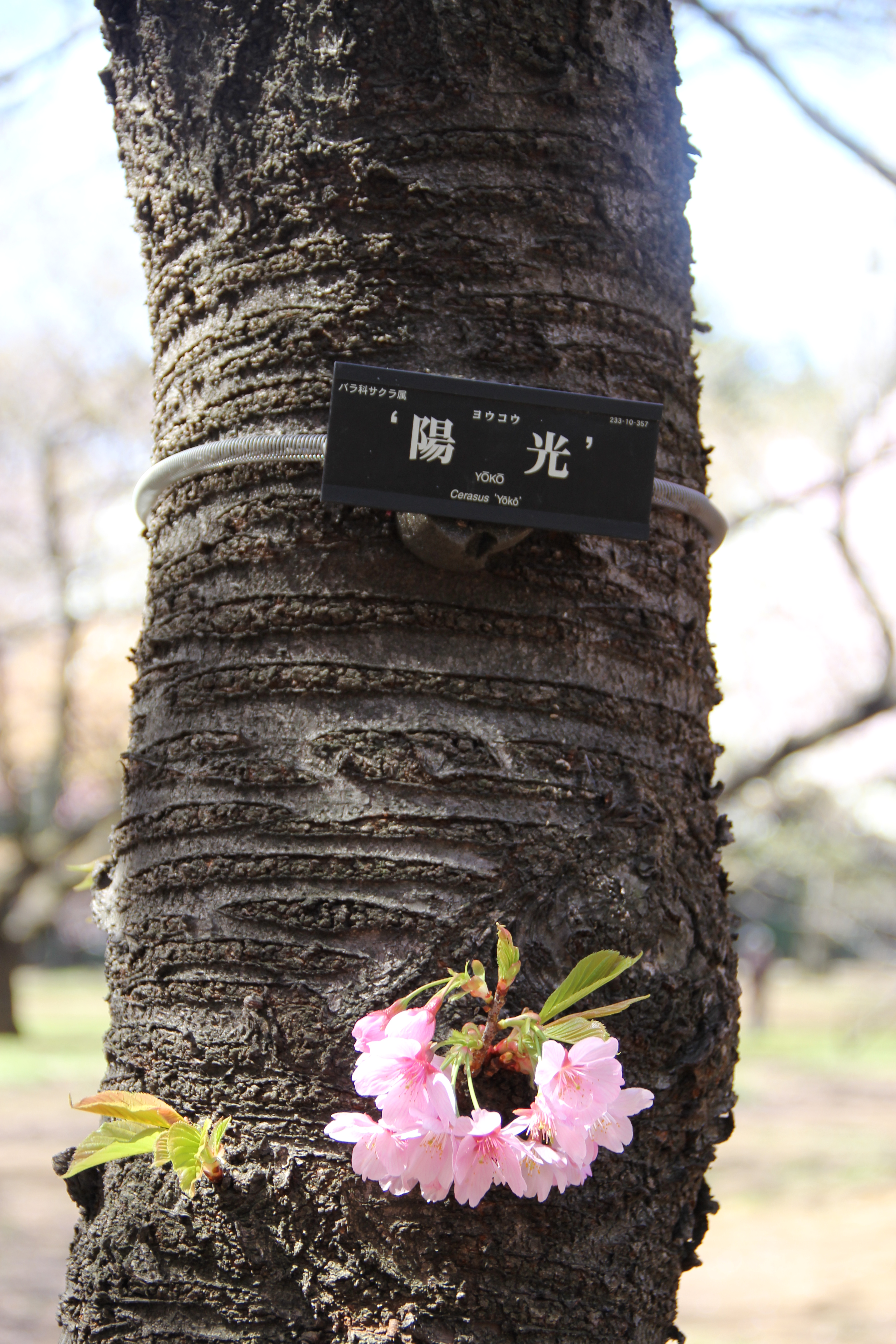
پارک شینجوکو گیوئن